# Pierre-Jean Peltier
Pierre-Jean Peltier, francoski veslač, * 20. maj 1984, Pont-à-Mousson.
Peltier je na Poletnih olimpijskih igrah 2008 v Pekingu za Francijo nastopil kot veslač dvojnega četverca, ki je tam osvojil bronasto medaljo.
Istega leta je kot član francoskega osmerca na Evropskem prvenstvu osvojil zlato medaljo.